# Żurawik

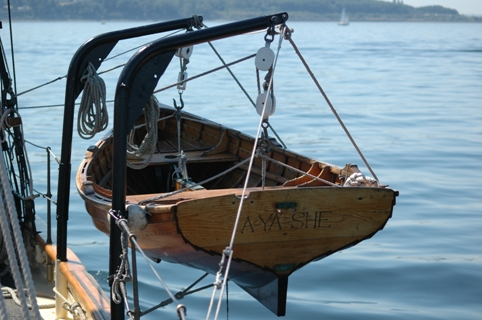
Żurawiki podtrzymujące łódź

Żurawik, szlupbelka – urządzenie dźwigowe na pokładzie jednostki pływającej najczęściej służące do opuszczania i podnoszenia z powierzchni wody łodzi ratunkowej, łodzi inspekcyjnej, tratwy ratunkowej, pontonu, trapu oraz innych ciężkich przedmiotów. 